# 脇坂千四郎
脇坂 千四郎（わきさか ちしろう、慶応元年（1865年）- 没年不詳）は、日本の造園家。
1896年（明治29年）、宮内省内匠寮場所付雇となり、1905年（明治38年）に内苑局技手となる。1914年（大正3年）に大礼使書記、また同年に宮内技手となり、1916年（大正5年）に退官する。